# Критическая температура сверхпроводника
Критическая температура сверхпроводника — температура, при охлаждении ниже которой происходит переход материала в сверхпроводящее состояние.
В 1911 г. было обнаружено, что у ртути при температуре 4,2 К электрическое сопротивление падает до нуля — ртуть становится сверхпроводящей, после чего подобные свойства были обнаружены и у других чистых веществ и соединений. На пути широкого практического применения сверхпроводящих материалов стоит задача создания сверхпроводящих материалов с «высокой» критической температурой — практически достижимой в коммерческих условиях.